# 巴拉圭共产主义青年
巴拉圭共产主义青年（西班牙語：Juventud Comunista Paraguaya，缩写为JCP）是巴拉圭共产党的青年翼。该组织成立于1945年。该组织以马克思列宁主义为指导思想。该组织曾是世界民主青年联盟的成员。